# ボックホルト
ボックホルト (Bockholt、Egon Bockholt & Söhne Feinmechanik und Lokomotiv-Modellbau GmbH ) は、ドイツの鉄道模型メーカーである。

## 概要
ドイツ北部シュレースヴィヒ＝ホルシュタイン州のダッセンドルフに所在し、1番ゲージ鉄道模型の車両や線路、ストラクチャーを生産している。

## 歴史・沿革
1973年、イーゴン・ボックホルト (Egon Bockholt ) によって創業した。最初の製品として1973年に西ドイツ国鉄のタンク機関車である86形蒸気機関車が生産された。
1974年にはフランス国鉄の141R形蒸気機関車を生産した。これはスイスのフルグレックスの下請け製造であった。ボックホルトでは1993年まで、いくつかの製品をフルグレックス向けに製造した。
1977年、ボックホルト初の電気機関車製品として、スイス国鉄のCe 6/8 II形電気機関車 (通称クロコダイル) が生産された。
1980年代に一度貨車を生産したが、しばらく間が開き、1990年代以降に数種類の貨車製品が生産された。
1993年にボックホルトは創業20年を迎えたが、これを記念し、ボックホルト初のディーゼル機関車製品として西ドイツ国鉄のV20形機関車が生産された。

## 製品
車両はドイツ国鉄を中心にフランス国鉄やスイス国鉄のものが多い。他社が加工しやすく錆び難い真鍮を素材として使用するのに対して同社は鉄を素材として使用する。
ボックホルトでは、2000以上の部品を融点が750℃の銀ハンダを用いたハンダ付けで組み立てている。
当初、1番ゲージの車両は縮尺1/30が多かったが、後に縮尺1/32となった。